# پورتلند (تگزاس)
پورتلند، تگزاس(به انگلیسی: Portland, Texas) شهری در ایالت تگزاس از ایالات جنوبی ایالات متحده آمریکا است. در سرشماری سال ۲۰۰۰، جمعیت این شهر ۱۴۸۶۷ نفر اعلام شد.